# Вожъярви
Вожъярви — озеро на территории Ребольского сельского поселения Муезерского района Республики Карелия.

## Общие сведения
Площадь озера — 4,2 км², площадь водосборного бассейна — 316 км². Располагается на высоте 174,7 метров над уровнем моря.
Форма озера лопастная, продолговатая: вытянуто с северо-запада на юго-восток. Берега изрезанные, каменисто-песчаные, местами заболоченные.
В озеро впадает протока из озера Киви, в которое стекаются воды озёр Кюно, Редъярви, Чёлки и Нижней Питьки и рек Кюно и Долгой.
Из озера вытекает короткая протока, впадающая в Лексозеро, откуда через реки Сулу и Лендерку воды в итоге попадают в Балтийское море.
В озере расположены четыре небольших безымянных острова.
У северо-западной оконечности озера проходит лесовозная дорога.
Код объекта в государственном водном реестре — 01050000111102000010687.